# Hautefond
 Hautefond  es una población y comuna francesa, situada en la región de Borgoña, departamento de Saona y Loira, en el distrito de Charolles y cantón de Paray-le-Monial.

## Demografía
| 173 | 177 | 168 | 175 | 186 | 227 |
| Para los censos de 1962 a 1999 la población legal corresponde a la población sin duplicidades (Fuente: INSEE [Consultar]) |     |     |     |     |     |